# 拉沙佩勒达拉尼翁
拉沙佩勒达拉尼翁（法語：La Chapelle-d'Alagnon，法語發音：[la ʃapɛl dalaɲɔ̃]）是法国康塔尔省的一个市镇，位于该省南部，属于圣弗卢尔区和高地市镇公共社区。

## 历史
拉沙佩勒达拉尼翁历史上长期为一普通村落，法国大革命后成为市镇。

## 地理

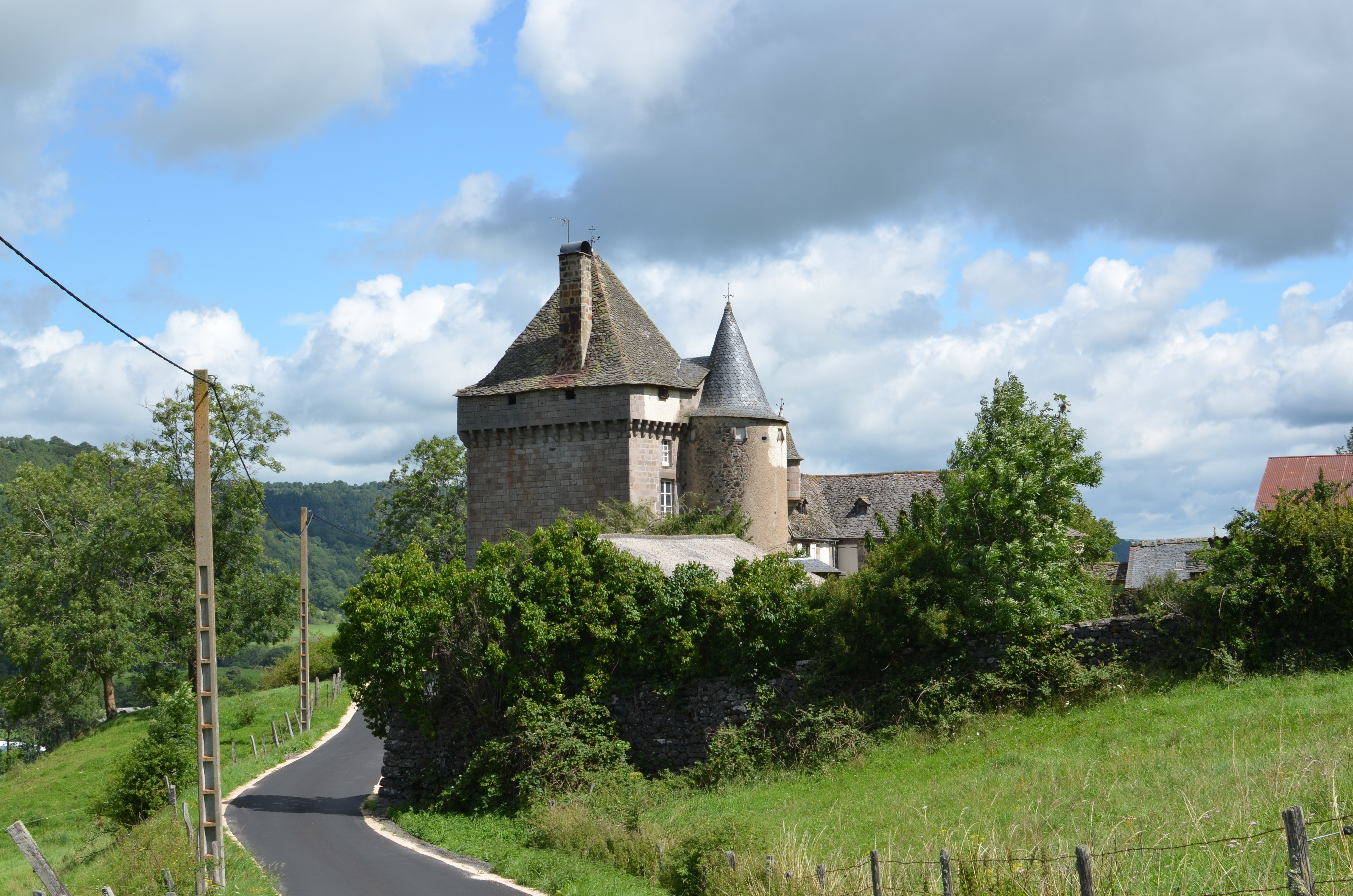
远眺雅鲁塞城堡

拉沙佩勒达拉尼翁（45°6'28"N, 2°53'47"E）位于法国中南部，奥弗涅-罗讷-阿尔卑斯大区西南部和康塔尔省东部。
与拉沙佩勒达拉尼翁接壤的市镇包括：阿尔伯皮埃尔-布勒东、拉韦斯内、于塞勒、维拉尔格、米拉、塞勒。
阿拉尼翁河自西向东流经拉沙佩勒达拉尼翁。境内以山地为主，镇中心地势相对平坦。
按照柯本气候分类法，拉沙佩勒达拉尼翁属于山地气候。

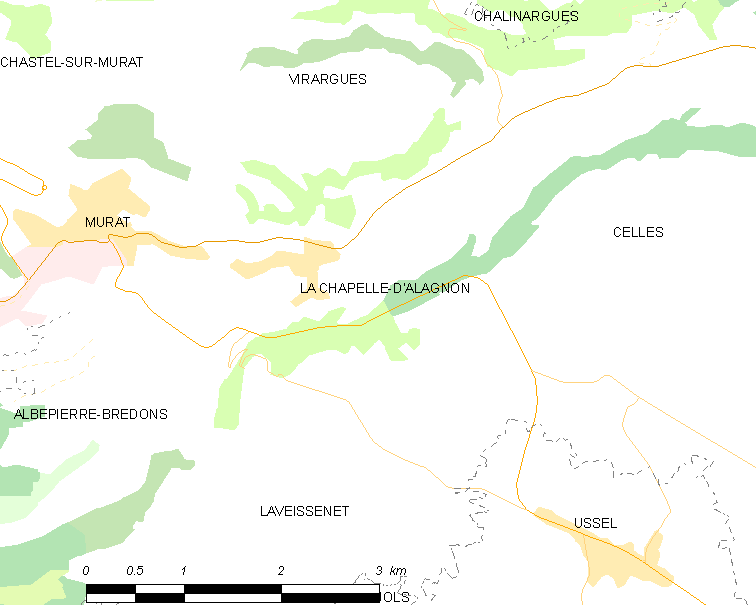
拉沙佩勒达拉尼翁的OSM定位图

## 行政
拉沙佩勒达拉尼翁的邮政编码为15300，INSEE市镇编码为15041。

## 政治
拉沙佩勒达拉尼翁所属的省级选区为米拉县。现任拉沙佩勒达拉尼翁市长为热拉尔·普德鲁先生（Gérard Pouderoux），他一名是右翼无党派人士。

## 交通
法国国道N122线和康塔尔省省道D32线经过拉沙佩勒达拉尼翁境内。菲雅克－阿尔旺铁路亦经过其境内，但未设站点。

## 人口
| 年份   | 1936 | 1946 | 1954 | 1962 | 1968 | 1975 | 1982 | 1990 | 1999 | 2006 | 2007 | 2008 | 2013 | 2017 |
| ------ | ---- | ---- | ---- | ---- | ---- | ---- | ---- | ---- | ---- | ---- | ---- | ---- | ---- | ---- |
| 人口數 | 328  | 333  | 289  | 272  | 264  | 239  | 246  | 236  | 250  | 242  | 241  | 240  | 243  | 249  |

## 人物
雅鲁塞城堡（Château de Jarousset）建于16世纪，是法国国家文物保护单位。